# Зима 2020–21 годов в Северной Америке
Зима 2020–2021 годов в Северной Америке стала зимним сезоном, в наибольшей мере за последние годы затронувшим Северную Америку и нанёсшим самый значительный ущерб экономике за всю историю наблюдений. Общая сумма ущерба, вызванного погодными катастрофами, оценивается в 197 млрд долларов в ценах 2021 года. За сезон прошло 6 штормов, ранжированных по шкале регионального индекса снегопада, 4 из которых были отнесены как минимум к третьей категории. Большая часть ущерба и смертельных исходов произошла из-за беспрецедентной волны холода в середине февраля. Произошло несколько других значительных событий, в том числе сильный ледяной шторм в начале сезона на Южных равнинах, мощный внетропический циклон в северной атлантике Атлантике (англ. nor'easter, букв. «северо-восточник», северо-восточный шторм) в середине декабря, еще один крупный северо-восточный шторм в начале февраля, два затронувших большие территории зимних шторма в середине февраля и сильная метель в Скалистых горах в середине марта. В результате зимних событий погибли по меньшей мере 235 человек, что значительно превышает количество жертв зимнего сезона в предыдущие годы. Считается, что природные аномалии вызваны Эль-Ниньо.
Согласно астрономическому определению, зима начинается в день зимнего солнцестояния 21 декабря 2020 года и завершается весенним равноденствием 20 марта 2021 года. Согласно метеорологическому определению, первый день зимы приходится на 1 декабря, последний — на 28 февраля. Однако ледяной шторм в октябре 2020 года и северо-восточный шторм в середине апреля 2021 года показали, что зимние бури иногда случаются за пределами этих сезонных рамок. Так же известны случаи, когда природная аномалия начинается в одном году, а кончается в следующем, как, например, новогодняя зимняя буря 2020-2021 годов. В середине декабря сильный северный ветер категории 2 затронул большую часть северо-востока Соединенных Штатов, обрушившись сильным снегом и льдом. Около 1 метра снега было зарегистрировано на внутреннем северо-востоке, что стало причиной 7 смертельных случаев. В начале февраля северо-восточный шторм категории 3, начавшийся как зимний шторм на западном побережье, обрушился на ещё большую территорию с сильным снегопадом, в результате чего погибло 7 человек. В середине февраля серия из двух крупных зимних штормов категории 3 принесла полосу обширного снега и льда с северо-запада Тихого океана, через Глубокий Юг и на северо-восток. В общей сложности два зимних шторма привели к ущербу не менее 195,5 миллиардов долларов, почти 14 миллионам отключений электроэнергии и в общей сложности 205 человеческим жертвам. В середине марта в Скалистых горах разразилась метель категории 3, при этом в Денвере и Шайенне наблюдался один из самых сильных  мартовских буранов за всю историю наблюдений.

## Сезонные прогнозы
15 октября 2020 года Центр прогнозирования климата Национального управления океанических и атмосферных исследований опубликовал свой зимний прогноз для США. Ход температур и количества осадков отражали вероятность развития явления Эль-Ниньо в течение большей части зимы. Прогноз предполагал, что температура будет выше средней на большей части юга и юго-запада Соединённых Штатов, а также на восточном побережье, а на крайнем северо-западе Соединённых Штатов — ниже средней. На Среднем Западе ожидались температуры, близкие к средним. Прогноз также предусматривал более сухие, чем в среднем, условия почти на всём юго-востоке и юго-западе Соединённых Штатов и более влажные, чем в среднем, условия на большей части северного яруса и Среднего Запада, с почти средними осадками на северо-востоке и в некоторых частях Среднего Запада.

30 ноября 2020 года Министерство окружающей среды Канады опубликовало свой зимний прогноз на декабрь, январь и февраль в рамках своих ежемесячных климатических прогнозов. Агентство прогнозировало температуры, близкие к средним на большей части территории Канады; особенно в южных регионах страны, таких как юг Британской Колумбии, юг Онтарио, Квебек и особенно Атлантическая Канада. Ожидалось, что в северных районах провинций, а также в северных канадских прериях из-за полярного вихря и Эль-Ниньо температура будет ниже средней. Выше среднего прогнозировалось количество осадков в Британской Колумбии, южном Квебеке и, очевидно, также в Атлантической Канаде.

## Сезонная сводка

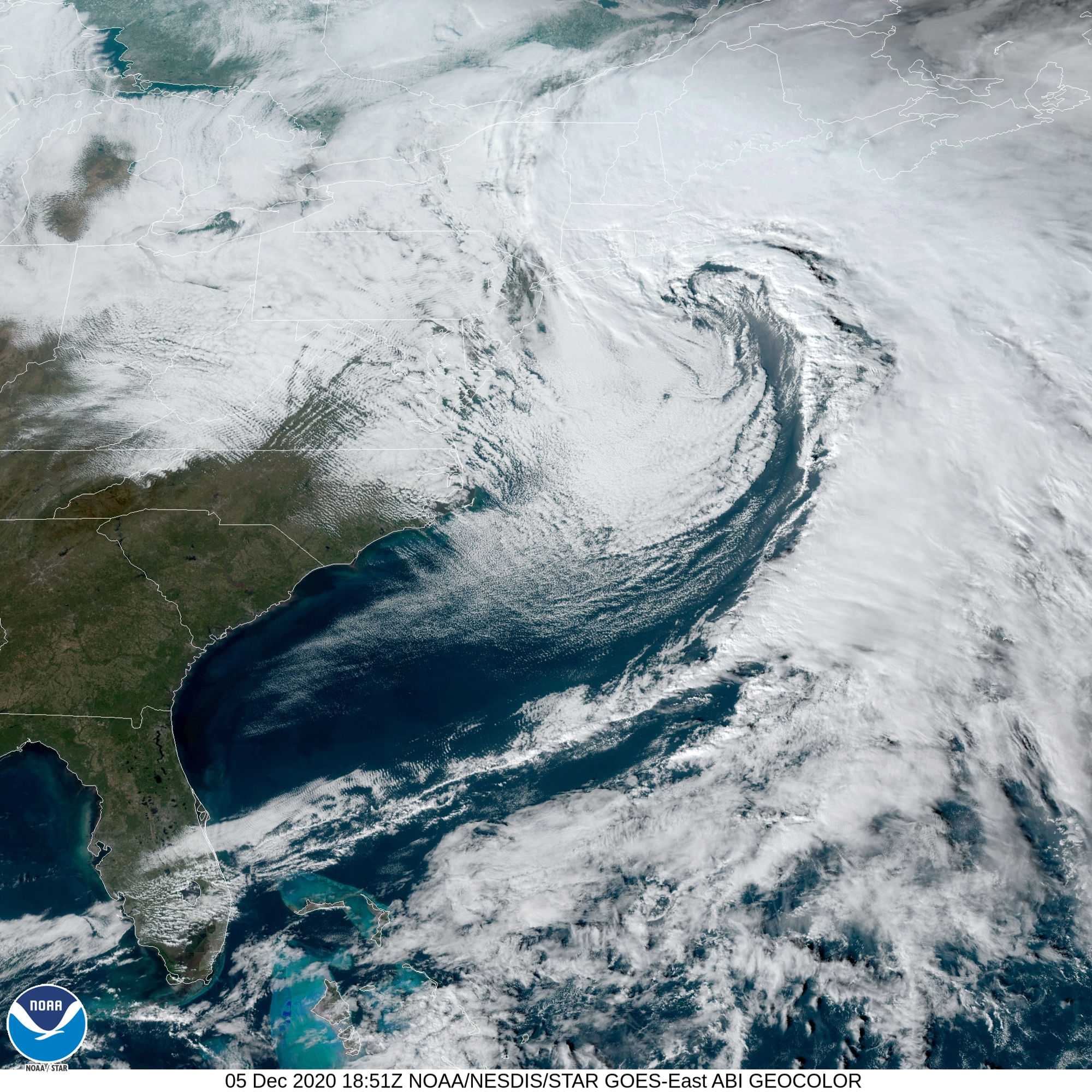
Спутниковый снимок мощного северо-восточного шторма, обрушившегося на Новую Англию 5 декабря 2020 года

Зимние погодные явления в Северной Америке начались в конце октября 2020 года с разрушительного ледяного шторма на Южных равнинах, который позже слился с остатками урагана Зета и привёл к обильным снегопадам в Новой Англии. Ноябрь был в целом тихим с точки зрения зимней погоды, за исключением нескольких небольших снегопадов на Среднем Западе. Однако в конце месяца штормовая система прошла через долину Огайо и принесла более 23 см снега в Кливленде и более 60 см снега в районах к югу от озера Эри на северо-востоке Огайо. Декабрь начался с северо-восточного шторма, обрушившегося на части Новой Англии и сопровождавшегося сильным снегопадом. Позже в том же месяце сильный северо-восточный шторм принес сильный снегопад в обширные районы северо-востока Соединенных Штатов и южной Канады. В крупных городах, таких как Нью-Йорк, Питтсбург и Бостон, выпало более 25 см. На более удалённых от суши территориях толщина снега достигала 110 см. Ближе к рождественской неделе сильная метель обрушилась на Средний Запад США и Канаду, что также вызвало сильные штормы на юго-востоке. Мощный внетропический циклон в Беринговом море конце декабря вызвал ветры со скоростью более 160 км/ч и зону пониженного давления 921 мбар к западу от Аляски. Позже циклон сдвинулся к Аляске, лишь немного ослабев, и вызвал сильный прибой и порывистые ветры на Алеутских островах.

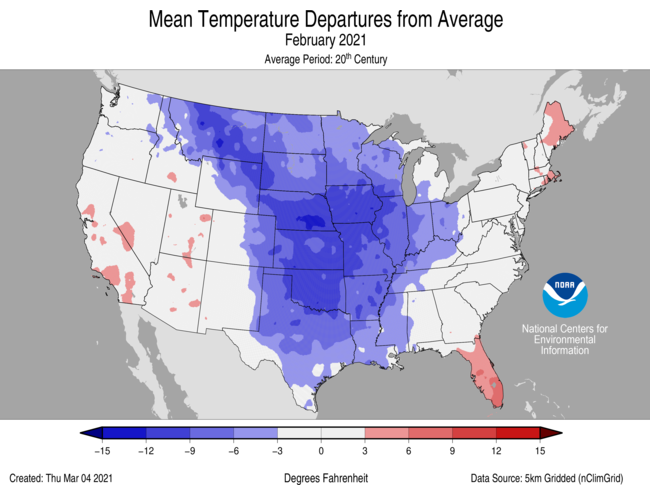
Средние температурные аномалии в США во время холодной волны в феврале 2021 года

Январь 2021 года начался с того, что штормовая система переместилась из Мексиканского залива на северо-восток. Полоса зимней погоды протянулась на расстояние более 2000 миль, в некоторых районах выпало до 60 см снега и образовалась ледяная корка толщиной более 1 см. Позже в январе возник шторм в Скалистых горах, который привёл к похолоданию от Нью-Мексико до Алабамы, включая такие районы, как Лаббок, Остин, Метро Хьюстон и Шривпорт, в некоторых местах выпало более 15 см снега. Ближе к середине января метель обрушилась на Средний Запад и внутренний Северо-восток, вызвав сильный снегопад и порывистые ветры. В последнюю неделю января шторм с зимней погодой, охвативший полосу более 1500 миль, вызвал снегопад и смешанные осадки со Среднего Запада на северо-восток, а также суровую погоду на юго-востоке. Вскоре за ней последовала волна холода на северо-востоке, с сильными порывами ветра и снижением температуры до –32 С, в некоторых районах было объявлено штормовое предупреждение. В конце месяца комплекс штормов и торпический плюм начали разворачиваться в западной части Соединённых Штатов, при этом общая толщина снега достигла 250 см, а количество осадков во многих областях превысило 30 см, что вызвало широкомасштабные наводнения и сели. Позже штормовая система переросла в северо-восточный шторм, который принёс сильные снегопады как в прибрежные, так и во внутренние районы северо-востока, причём в районах Бостона и Нью-Йорка наблюдалось 45–60 см снега.
Февраль начался с зимнего шторма, который прошёл через Великие равнины и Средний Запад, с сильным снегопадом и погодными условиями, подобными метели, вызвав в Айове столкновение более 40 автомобилей на автомагистрали 80 восточном направлении, что привело к нескольким серьёзным травмам. Всего несколько дней спустя за ним последовал быстро перемещающийся северо-восточный шторм (6–8 февраля), который принёс умеренный снегопад 7 февраля, в день Суперкубка сезона 2020. Затем по западу, югу и востоку Соединённых Штатов прошла серия сильных зимних штормов со снегопадами и льдом. Первые два шторма сопровождались сильным обледенением: первый привёл к гибели 12 человек, второй вызвал ледяную корку толщиной до 4 см. Следующие два урагана были зимними штормами категории 3 по региональной шкале снегопадов, причём первый из них (13–17 февраля) привёл по меньшей мере к 176 человеческим жертвам и принёс ущерб на сумму более 195 млрд долларов, что сделало его самым разрушительным зимним штормом за всю историю наблюдений. В результате второго шторма (15–20 февраля) погибло не менее 29 человек, а ущерб составил более 500 миллионов долларов. Последние два шторма привели к серьёзному энергетическому кризису в Техасе. В общей сложности четыре последовавших друг за другом шторма привели к ущербу в сотни миллиардов долларов, более 200 человеческим жертвам, по меньшей мере 14 миллионам отключений электроэнергии и кризису в Глубоком Юге. Одновременно с зимними штормами в феврале 2021 года наблюдалась беспрецедентная долговременная волна арктического воздуха в центральной части Соединённых Штатов. В период 12–19 февраля температура упала до –1...–10 С, в результате весь февраль был значительно холоднее среднего. Месяц закончился метелью, поразившей такие районы, как Денвер в Скалистых горах.
Март начался с холодной волны и урагана в Новой Англии, в результате чего в четырёх штатах были объявлены штормовые предупреждения и произошло отключение электричества у более чем 165 тыс. человек. Позже в том же месяце беспрецедентно сильная метель обрушилась на Скалистые горы, где толщина снега достигала метра и более, установив рекорды на многих территориях, особенно в районах Денвера и Шайенна.Сильная метель наблюдалась также в конце марта на Среднем Западе. Вскоре за этим (16–18 марта) последовала еще одна сильная метель на Южных равнинах, в результате которой видимость была почти нулевой, основные магистрали были остановлены на несколько часов, несколько человек получили травмы. В середине апреля довольно сильный северо-восточный шторм прошёл по восточному побережью, что привело к обильным снегопадам во внутренних районах Новой Англии, в прибрежных же районах количество осадков было меньше.

## События
В течение североамериканской зимы 2020–2021 годов наблюдалось несколько зимних погодных явлений. К значительным событиям относятся холодные волны, метели, бураны, ледяные бури, метели и другие события, выходящие за рамки обычных зимних явлений.

### Ледяной шторм в конце октября
27 октября зимний шторм принёс сильный снегопад в Колорадо, Нью-Мексико, Западный Техас и Канзас, в то время как ледяной шторм обрушился на Центральную Оклахому и Северо-Западный Техас, включая Оклахома-Сити. В пригородах Оклахома-Сити ледяная корка достигала 5 см. Ледяной шторм привёл к повсеместному повреждению деревьев и отключению электричества более у 400 000 потребителей. Это был один из самых страшных ледяных штормов в истории Оклахома-Сити. По некоторым оценкам, ледяной шторм нанёс ущерб на сумму более 125 млн долл. в текущих ценах.

### Посттропический циклон Зета

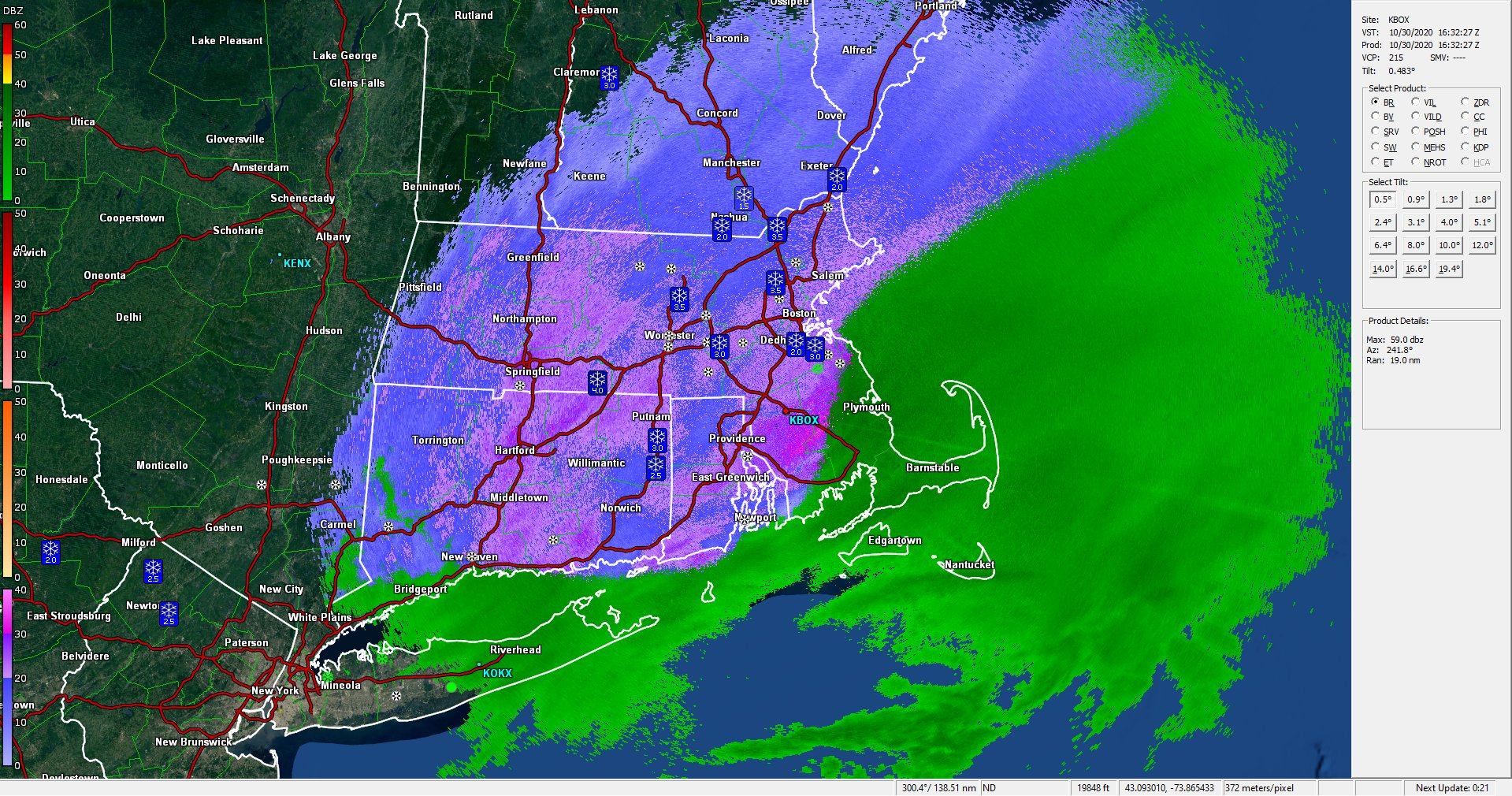
Радиолокационные изображения остатков урагана Зета, обрушившегося на Новую Англию

Зимний шторм, поразивший Южные равнины, слился с остатками урагана Зета, в результате чего 30 октября в некоторых районах юга Новой Англии и северной части штата Нью-Йорк возник ещё один снегопад . Наибольшая толщина снега (17 см) зарегистрирована в Графтоне, штат Массачусетс. Было сломано и повалено несколько деревьев. Метель вызвала гололёд, что привело к многочисленным авариям, в том числе серьезным, в штате Массачусетс.

### Штормовой комплекс в конце ноября
29 ноября возникли две системы низкого давления, одна в Мексиканском заливе, другая в Канаде. Южная система двинулась на восток, затем на северо-восток, в сторону Аппалачей. Северная система продвинулась из Манитобы на юго-восток в сторону района Великих озёр. 30 ноября снегопад был зарегистрирован в таких городах, как Толедо, Детройт, Чикаго и Кливленд. На следующий день, 1 декабря, снегопад начался в Питтсбурге. Система также вызвала сильные дожди, сильные ветры и несколько слабых торнадо на восточном побережье. По оценкам, был нанесён ущерб не менее 100 миллионов долларов в текущих ценах.

### Декабрьские северо-восточные шторма

#### Северо-восточный шторм начала декабря
4 декабря из области низкого давления у побережья Средне-Атлантических штатов возник быстро усиливающийся северо-восточный шторм. Накануне шторма были объявлены штормовые предупреждения на территориях от севера Коннектикута и Род-Айленда до границы штата Мэн с Канадой. 5 декабря северо-восточный шторм вышел к побережью берег в прибрежной Новой Англии, коснувшись береговой линии. Вначале шёл сильный дождь, но по мере продвижения на север, в Массачусетсе, Нью-Гэмпшире и Мэне, он перешёл в сильный мокрый снег, в результате чего более 280 тыс. потребителей остались без электричества. 32 см снега выпало в Пакстоне, штат Массачусетс, а в некоторых районах штата Мэн — до 45 см снега. К полудню 6 декабря на северо-востоке наблюдались лишь отдельные шквалы, поскольку шторм ушёл в восточную Канаду. По оценкам, был причинён ущерб как минимум в 25 млн долл. в текущих ценах.

#### Северо-восточный шторм середины декабря

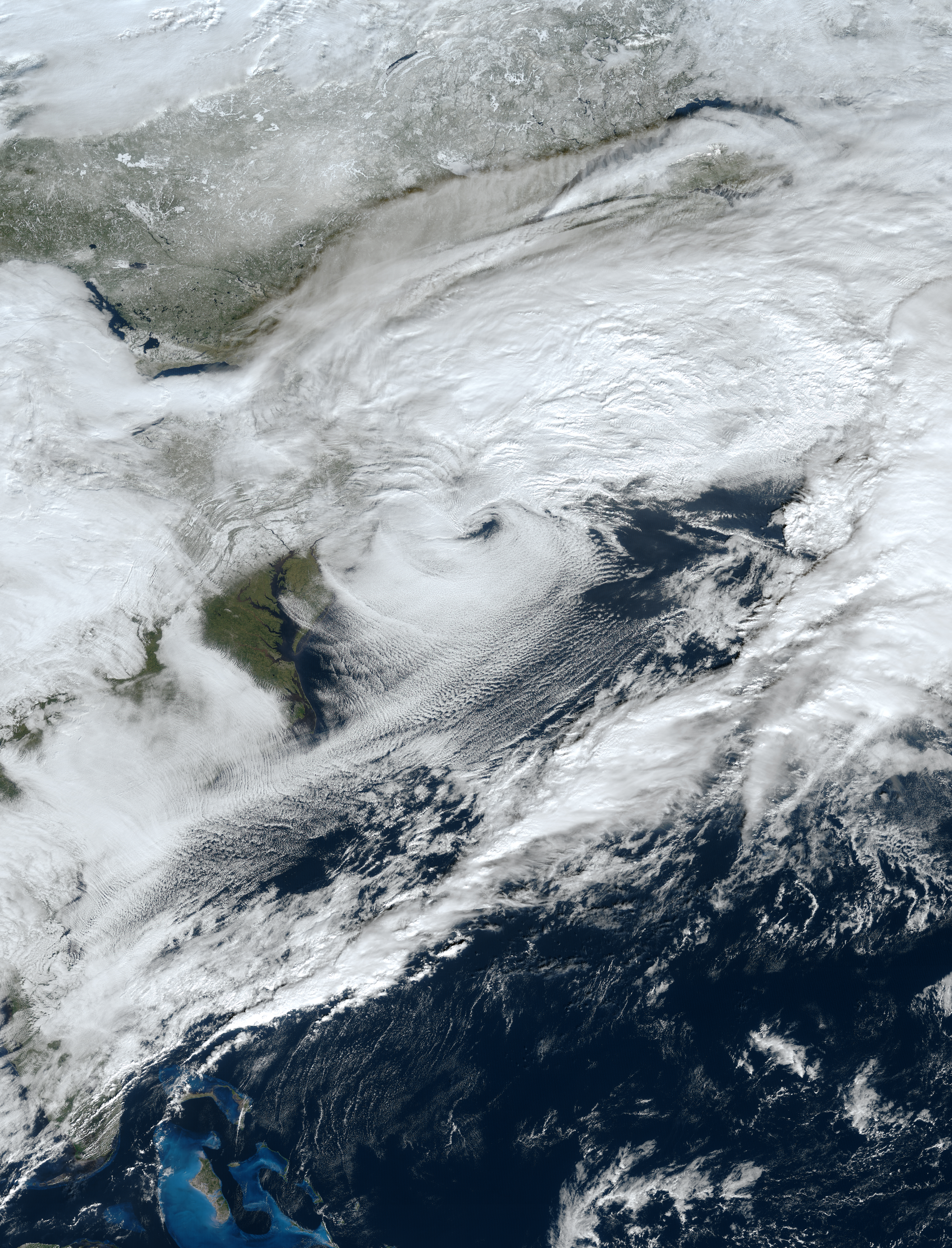
Спутниковый снимок северо-восточного шторма 16 декабря 2020 года

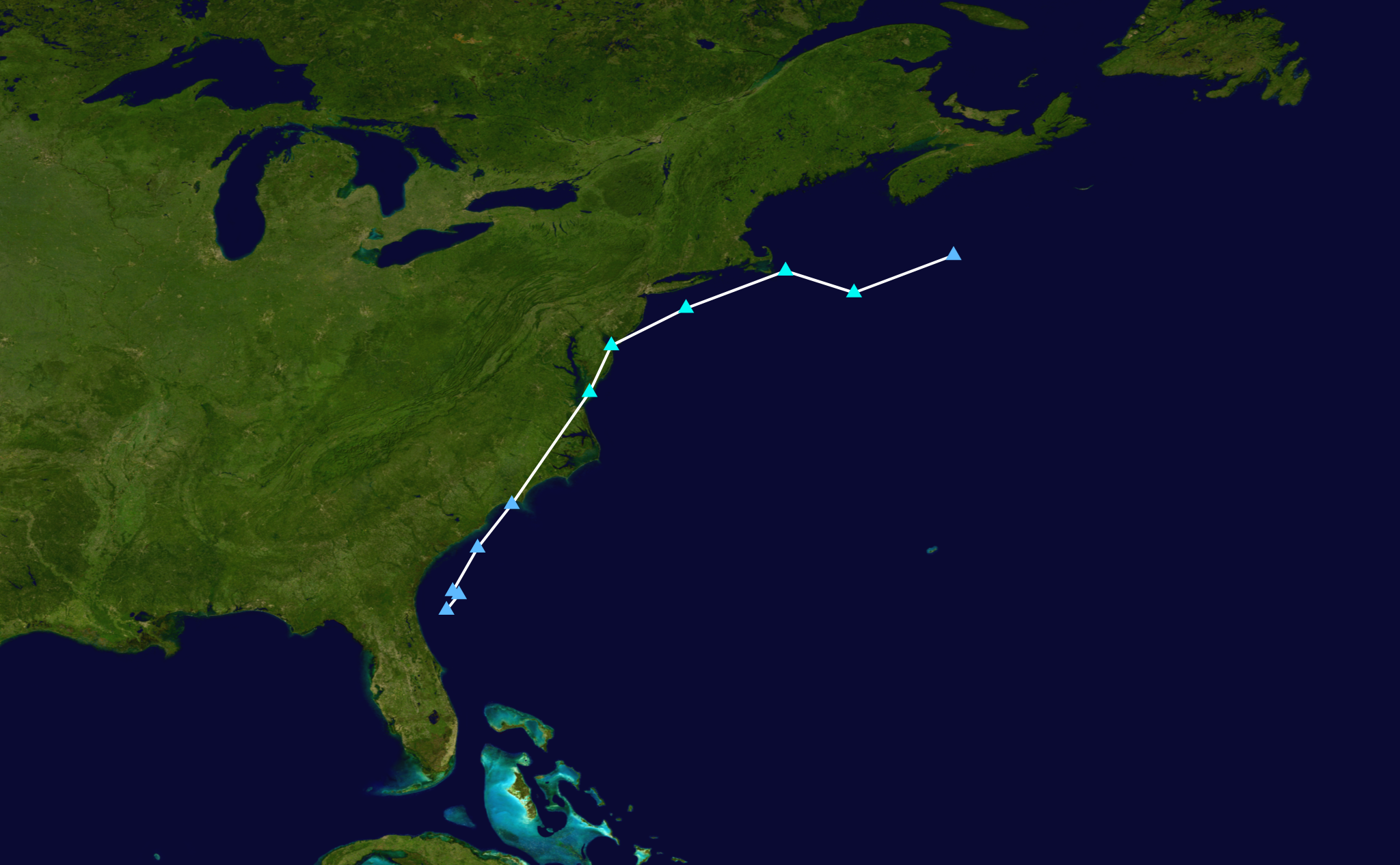
Карта движения северо-восточного шторма середины декабря 2020 года

16 декабря второй крупный северо-восточный шторм начал оказывать влияние на некоторые районы Новой Англии и Средне-Атлантических штатов. В AccuWeather шторм был обозначен как «шторм-блокбастер». Он продолжал влиять на Северо-восток США до 17 февраля. Полоса снега толщиной 30—45 см простиралась от центральной Пенсильвании до южной части Новой Англии. Наиболее сильные снегопады наблюдались в долине Ньюарк, шт. Нью-Йорк (112 см) и Ладлоу, шт. Вермонт (114 см), где, вероятно, был установлен новый рекорд штата. В соседней Пенсильвании под угрозой оказался рекорд суточного снегопада, составлявший 97 см. В Уильямспорте (шт. Пенсильвания) и Бингемтоне (шт. Нью-Йорк) наблюдались самые сильные снежные бури за всю историю наблюдений. Скорость снегопада в Бингемтоне в разгар шторма достигла 13 см в час.. Прибрежный штат Массачусетс испытывал сильные ветры со снегопадами, превышающие порывами 100 км/ч, вызвавшие значительную метель.
В крупных городах осадков выпало гораздо меньше, но всё ещё значительное количество снега (в Вашингтоне (6 см), в Филадельфии (16 см), в Нью-Йорке (27 см), в Питтсбурге (29 см), в Бостоне 32 см), положив конец трёхлетнему бесснежному периоду в Средне-Атлантических штатах и прибрежных районах Новой Англии. Пострадало более 70 млн человек по всему Северо-Востоку США. Шторм также оказал влияние на некоторые районы Атлантической Канады, вызвав 18 декабря перебои в работе школ, правительственных учреждений, общественные парков и зон отдыха в Галифаксе (Новая Шотландия). По оценкам, ущерб от шторма составил не менее 125 млн долл. в текущих ценах.

### Рождественская метель
Сильная метель обрушилась на Верхний Средний Запад, начиная с 23 декабря, нарушив транспортное сообщение накануне Рождества. Серьёзное дорожное  происшествие произошло на автомагистрали I-29 в Южной Дакоте, в результате чего было повреждено 20 автомобилей и несколько человек получили ранения. Были отменены 298 рейсов и ещё 46 задержаны в Международном аэропорту Миннеаполис/Сент-Пол. Сильный ветер порывами достигавший 110 км/ч оставил без электричества 10 000 клиентов в Миннесоте. Сообщалось о почти нулевой видимости на автомагистралях в Южной Дакоте, Миннесоте и Небраске. На крайнем севере Миннесоты и Висконсина слой снега достигал 30 см и более. Штормовая система, вызвавшая метель, также принесла плохую погоду на Восточное побережье; 24 декабря Центр прогнозирования штормов объявил повышенный риск штормовой погоды для восточной части Северной Каролины и близлежащих районов Южной Каролины и Вирджинии. 23 декабря на юго-востоке США было зарегистрировано пять торнадо; 24 декабря сообщалось ещё об одном, а также о повреждениях, не связанных с ураганом, в нескольких штатах. В целом по оценкам, метель нанесла ущерб не менее 340 млн долл. в текущих ценах.

### Циклон в Беринговом море в конце декабря
В конце декабря в крайней северной части Тихого океана развился чрезвычайно мощный внетропический циклон, который резко усилился 30–31 декабря по мере приближения к Берингову морю. Согласно данным Центра прогнозирования океана, циклон достиг минимального давления 921 мбар (691 мм. рт. ст.) 31 декабря в 12:00 UTC, что было самым низким давлением, наблюдавшимся в Беринговом море после аналогичного циклона в ноябре 2014 года, порожденного остатками тайфуна Нури. Предупреждения о ветре ураганной силы были объявлены также для некоторых районов Алеутских островов.

### Новогодняя зимняя буря
30–31 декабря в Мексиканском заливе сформировался  и вышел к побережью upper-level low, 30 декабря пошёл мокрый снег, и было объявлено штормовое предупреждение в некоторых районах Западного Техаса и в Оклахоме. Необычно суровая зимняя погода привела к закрытию автомагистрали I-10, в результате чего десятки путешественников были вынуждены искать убежище в двух школьных спортзалах в Марфе. Толщина снега в национальном парке Биг-Бенд, шт. Техас достигала 60 см.
Штормовая система продолжала двигаться на северо-восток и принесла 13 см снега в Оклахома-Сити и 17 см в Витчиту, штат Канзас. В некоторых частях Иллинойса и Пенсильвании возникла ледяная корка толщиной более 1 см. Вдоль канадской границы с северными регионами штата Нью-Йорк и Вермонт выпало до 18 см снега. Полоса зимней погоды простиралась на 2200 миль. Ущерб от штормового комплекса оценивается как минимум в 35 млн. долл. в текущих ценах.

### Метель середины января
12 января область низкого давления достигла берегов Тихоокеанского северо-запада США, вызвав проливной дождь, снег в горных районах и разрушительные ветры на большей части Вашингтона, Орегона и Британской Колумбии. На следующий день система вызвала разрушительный ураган к востоку от Скалистых гор с порывами до 200 км/ч в некоторых районах. Затем циклон двинулся на Великие равнины и Верхний Средний Запад, принося разрушительные ветры вместе с сильным снегопадом, во многих районах было объявлено штормовое предупреждение. Позже область низкого давления переместилось в Верхний Средний Запад, в результате чего на большей части территории была ветренная погода и снег. Низкое давление прекратилось 15 января, в некоторых частях Верхнего Среднего Запада продолжалась метель. Информационные сообщения о неблагоприятной погоде и штормовые предупреждения были объявлены в некоторых районах внутреннего Северо-Востока в ожидании ещё одного надвигающегося шторма. Позже, когда шторм переместился на северо-восток, было объявлено штормовое предупреждение. На побережье шёл дождь, во внутренних районах местами выпал снег. В крупных канадские городах, такие как Оттава, Монреаль и Квебек 15–17 января выпало более 20 см мокрого снега, результате чего 46 тыс. потребителей в Квебеке остались без электроэнергии. По оценкам, нанесён ущерб не менее 525 млн. долл. в текущих ценах.

### Зимний шторм и холодная волна конца января
25 января начался снегопад в некоторых районах Небраски и Айовы, затем возник зимний шторм, распространившийся на восток. Штормовые предупреждения были объявлены в некоторых округах Айовы и северного Иллинойса. Шторм продолжался до следующего дня, охватив в максимуме территорию  около 2500 км с востока на запад. В некоторых районах Среднего Запада выпало более 30 см снега, в то время как смешанные осадки выпали в долине Огайо и на северо-востоке. В международном аэропорту Де-Мойн в понедельник 25 января зафиксировано 26 см снега. Несколько школ и округов в центральной части Айовы отменили занятия или начали их поздно во вторник утром, в то время как в округе государственной школы Де-Мойна занятия проводились удалённо. Ночью шторм вызвал неблагоприятную погоду также на юго-востоке, в том числе торнадо в Фултондейле, шт. Алабама, в результате которого один человек погиб и многие получили ранения. Это также привело к многочисленным отключениям электроэнергии и повсеместному ущербу к северу от Бирмингема, шт. Алабама. 26 января снег и лед начали двигаться на северо-восток и с течением дня стали распространяться всё шире. Предупреждения о зимнем шторме были объявлены в некоторых частях южной Пенсильвании и западного Мэриленда. По оценкам, шторм нанёс ущерб как минимум в 100 млн. долл.
28 января после шторма на юге Канады начала формироваться арктическая воздушная аномалия, и на следующий день холодный воздух достиг Новой Англии. Предупреждение о похолодании были объявлены в северной и центральной части Новой Англии, а также в северной части штата Нью-Йорк. Утром 29 января в этих районах эффективная температура варьировалась от –23 до –32 С. Максимальные фактические температуры во многих районах Новой Англии и северной части штата Нью-Йорк не достигли –7 С, при этом максимальная эффективная температура не превышала –18 С. Холодный воздух задержался ночью, и во многих районах снова появились предупреждения о похолодании.

### Северо-восточный шторм конца января

#### Северо-восточный шторм в день сурка
После серии более слабых зимних штормов, обрушившихся на Соединённые Штаты, ещё один появился на Западном побережье. В ночь с 26 на 27 января в Северной Калифорнии наблюдались сильные порывы ветра, достигшие отметки 200 км/ч в районе Альпин-Мидоуз. Ветер повалил деревья на линии электропередач и дома результате чего более 400 тыс. потребителей лишились электроэнергии. Кроме того, шторм вызвал атмосферный плюм над частями штата, которые все еще восстанавливались предыдущео сезона лесных пожаров, вызвав несколько оползней, один из которых разрушил часть шоссе 1. Сочетание сильных ветров и чрезвычайно интенсивных осадков привело к метели возле Уида, шт. Калифорния. Когда система штормов начала перемещаться вглубь суши, в некоторых районах Среднего Запада и долины Огайо объявлено предупреждение о вероятном шторме. 33 см снега выпало в Ромеовилле, шт. Иллинойс, 27 и 29 см — в аэропортах О'Хара и Мидуэй. 20–25 см снега выпало в агломерации Милуоки, и 34 см — в северной Индиане.
Вскоре после этого сформировался северо-западный шторм и начал медленно продвигаться вдоль побережья, вызвав сильные снегопады на шоссе I-95. 11 см снега выпало в Вашингтоне, 13 см в Балтиморе, 20 см в Филадельфии, 46 см в Ньюарке, шт. Нью-Джерси, 44 см в Центральном парке Нью-Йорка, 39 см в Нью-Хейвене и 61 см в Лоуэлле, шт. Массачусетс. Наибольшее количество снега во время северной фазы шторма достигло 92 см в Назарете, шт. Пенсильвания. По оценкам, нанесён ущерб более чем в 100 млн. долл..

#### Северо-западный шторм во время Суперкубка
Ещё один северо-западный шторм начал формироваться вечером 6 февраля в виде зоны низкого давления у побережья Южной Каролины. Накануне штормовые предупреждения были объявлены от Джорджии до Массачусетса. Снег начался во внутренних районах Каролины и Вирджинии; в Салуде, шт. Сев. Каролина и Уайзе, шт. Вирджиния выпало 16 и 20 см снега. Затем шторма переместился в коридор I-95, где толщина снега  превышала 15 см. Сообщалось о 23 см близ Вествуда, шт. Нью-Джерси, 17 см дюйма в международном аэропорту им. Кеннеди, 20 и 19 см в аэропортах Норт-Хейвен и Бриджпорт в Коннектикуте, 36 см в Паскоаге, шт. Род-Айленд и 30 см в Норфолке, шт. Массачусетс. Затем шторм затронул атлантическую Канаду, где в Галифаксе выпало до 50 см снега. В результате по всему региону остановился общественный транспорт, закрылись правительственные учреждения и школы, были задержаны почтовые отправления и приостановлено регулярное паромное сообщение в проливе Кабот.

### Февральская волна холода

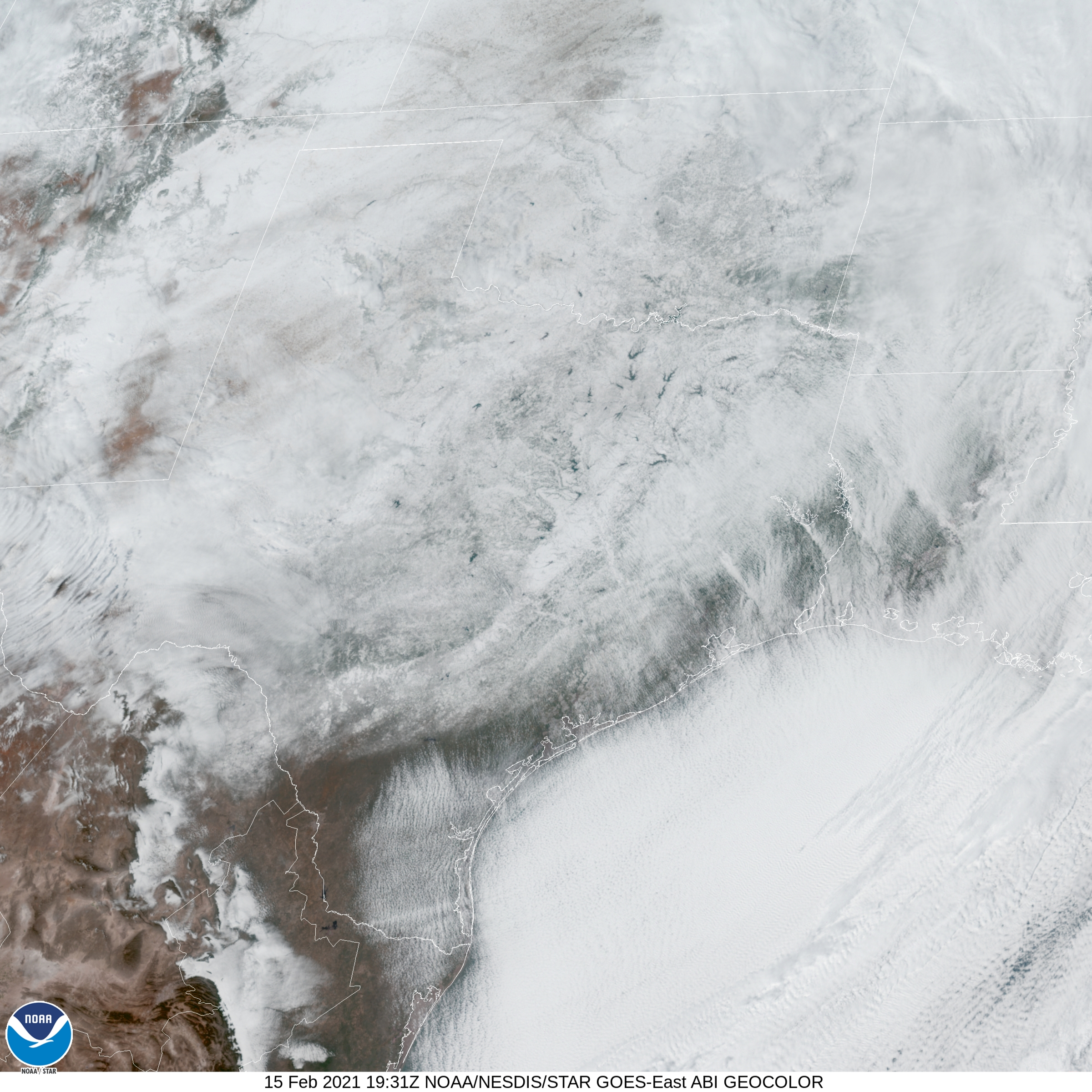
Снег на юге центральной части США, 15 февраля 2021 г.

В начале февраля на большой территории от восточной части Монтаны до Висконсина и северного Иллинойса были объявлены предупреждения о холодном ветре. Ранним утром 7 февраля в Интернэшенал-Фоллс, шт. Миннесота, эффективная температура была –46 °С, а фактическая температура в Аш-Лейке, шт. Миннесота на следующее утро упала до –40 °С. Между тем, в Досон-Крике (Британская Колумбия, Канада), где температура была –42,2 °С, женщина умерла от переохлаждения. На следующей неделе в центральных частях Канады и Соединенных Штатов сохранились рекордно сильные холода. В Канаде зафиксирована самая низкая температура с 2017 года — –51,9 °С в Веквити, Северо-Западные территории. В Ливингстоне, шт. Монтана был установлен температурный рекорд, 13 февраля  температура упала до –33 °С.
Позднее холода распространились на юг, в такие районы, как Техас, где температура 14 февраля  в некоторых частях штата достигла –18 °С, на 28 °С ниже нормы. Были установлены рекорды за более чем столетний период: 16 февраля в Оклахома-Сити было –26 °С (самый сильный холод с 1899 года и второй за всю историю наблюдений), в Далласе –19 °С (самый сильный холод с 1930 года и второй за всю историю наблюдений), в Хьюстоне –11 °С (с 1989 года), в Сан-Антонио –11 °С (с 1989 года), в Литл-Роке –18 °С (с 1989 года). Рекордно низкие температуры за всю историю наблюдений зафиксированы в Фейетвилле, шт. Арканзас  (–29 °С) и Хейстингсе, шт. Небраска (–34 °С). Это создало перегрузку в энергосистеме штата, в результате чего Юго-западный энергетический пул и Совет по надежности электроснабжения Техаса начали веерные отключения электроэнергии.

### Зимние шторма середины февраля

#### Ледяные шторма 10–12 и 11–14 февраля
10 февраля ледяной шторм обрушился на штаты в районе долины Огайо, а также на южные нагорья. В Луисвилле дорожные бригады и коммунальные работники начали подготовку к сильному ледяному шторму 8 февраля. Департамент общественных работ города Луисвилля начал подготовку к массовой предварительной обработке дорог в этом районе, подготовив тысячи тонн соли и рассола. Подготовлено более 200 снегоуборочных машин для обработки дорог во время шторма. Коммунальные предприятия начали готовиться к многочасовой работе по ремонту линий электропередачи в связи с возможными отключениями из-за снега и льда. Два человека погибли в автокатастрофе в Кентукки. 10 февраля рейс 2231 авиакомпании Delta Airlines соскользнул с рулежной дорожки перед взлётом из-за скопления льда в международном аэропорту Питтсбурга, хотя обошлось без жертв. Ранним утром 11 февраля 2021 года из-за холодной погоды на автомагистрали I-35W в Форт-Уэрте, штат Техас, возникла ледяная корка, что необычно для этого района. В результате в 6:30 утра по центральному поясному времени произошло первое столкновение, когда автомобиль вылетел с дороги, в результате чего несколько автомобилей, в том числе грузовики, скатились с шоссе. В результате инцидента образовалось пробка из 133 автомобилей, несколько сотен автомобилистов оказались в ловушке. Шесть человек погибло, шестьдесят пять доставлены в местную больницу.Расследование аварии проводил Национальный совет по безопасности на транспорте. По оценкам, ураган нанёс ущерб на сумму более 10 млн. долл.
С 11 по 12 февраля следующая буря принесла в Скалистые горы лёгкий или умеренный снег. Затем энергия этот шторма вызвал значительное обледенение в Средне-Атлантических штатах и Аппалачах. От Кентукки до Северной Каролины 480 тыс. потребителей остались без электричества. Кроме того, поваленные деревья и линии электропередач вызвали серьёзные разрушения в Вирджинии, где было введено чрезвычайное положение. 16 см снега выпало в Портленде, шт. Орегон, последний такой снегопад наблюдался 19 февраля 1993 года. В Ричмонде, шт. Вирджиния впервые за всю историю было объявлено предупреждение о ледяном шторме. В некоторые районах Орегона наблюдалась ледяная корка до 4 см.

#### Зимний шторм 13–17 февраля
Третий, необычно сильный зимний шторм обрушился на Тихоокеанский северо-запад США 12—13 февраля;  в Сиэтле выпало 28 см снега. Губернатор Техаса Грег Эбботт объявил федеральное чрезвычайное положение после значительного снегопада в Техасе, сопровождавшегося сильными морозами.
Шторм вызвал отключение электричества почти у 10 миллионов потребителей в США и на севере Мексики, что вызвало серьёзный кризис энергоснабжения в Техасе. В результате шторма погибли не менее 176 человек, в том числе 164 человека в США и 12 человек в Мексике. По оценкам, этот шторм нанёс ущерб как минимум в 195 млрд долл., что сделало его самым разрушительным стихийным бедствием в зарегистрированной истории Техаса.

#### Зимний шторм 15–20 февраля
Четвёртый шторм вызвал рекордные 23-см снегопады в Дель-Рио, шт. Техас, 30-см в Литл-Роке, шт. Арканзас. Снежный покров в Литл-Роке достиг 38 см. 36 см снега выпало к югу от города. В Хьюстоне возникло обледенение от 2,5 до 6,5 мм, 10 см снега выпало в Оклахома-Сити и 18 см в Мемфисе, шт. Теннесси.
Удары шторма распространились до Массачусетса. 100 автомобилей застряли на шоссе близ Флоренс, шт. Алабама. Обледенение до 13 мм наблюдалось в некоторых частях Виргинии, Западной Виргинии и Северной Каролины. 26 см снега выпало в Норристауне, шт. Пенсильвания . В результате шторма общее сезонное количество снега в Филадельфии достигло 57 см. Шторм стал причиной гибели по меньшей мере 29 человек и, по оценкам, нанесла ущерб не менее 500 млн долл.

### Холодная волна начала марта в Новой Англии
28 февраля арктическая воздушная масса начала продвигаться вслед за областью низкого давления в южную Канаду. На следующий день область низкого давления переместилось на северо-восток в Приморские провинции Канады, и два холодных фронта открыли путь арктической воздушной массе на Северо-Восток и Новую Англию. Позже в тот же день образовался сильный градиент давления, порождающий мощные ветры. За ночь эффективная температура упала до –40 °С, на большей части территории Новой Англии были объявлены предупреждения об охлаждении ветром. Очень низкие температуры и сильные ветры продолжались до 2 марта, при этом температурные максимумы не превышали –15 °С. На горе Вашингтон, шт. Нью-Гэмпшир утром 2 марта зафиксирован продолжительный ветер до 160 км/ч и эффективная температура –62 °С. Сильный ветер и низкие температуры вызвали 1–2 марта отключение электричества в Новой Англии более чем для 165 тыс. человек.

### Метели середины марта

#### Метель 11–14 марта
13—14 марта в результате сильной метели в Шайенне, шт. Вайоминг выпало самое большое двухдневное количество снега за всю историю наблюдений — 78 см. Были закрыты школы и колледжи, а также государственные учреждения города и штата. Школы и государственные учреждения также закрылись в Каспере. В Денвере выпал второй по величине мартовский снегопад за всю историю наблюдений: в аэропорту выпало 69 см. Эта буря также стала четвертой по величине метелью Денвера за всю историю наблюдений. Из-за шторма были перекрыты основные автомагистрали, отменено более 2 000 рейсов, а более 50 тыс. потребителей остались без электричества Нанесённый ущерб составил не менее 75 млн долл.

#### Метель 16–17 марта
Поздно вечером 16 марта были выпущены предупреждения о метели в штатах Техас, Оклахома и прилегающих районах. На следующий день в этом районе несколько часов подряд сообщалось о почти нулевой видимости, что привело к многочисленным авариям и пробкам на шоссе 70. Аварии, а также крайне плохие дорожные условия привели к перекрытию нескольких основных автомагистралей, в том числе I-40 и US-287. В Амарилло, шт. Техас выпало 14 см снега, а на участках к северо-востоку —  более 15 см. За метелью последовал гололёд ночью 17 марта, что привело к замерзанию заснеженных дорог и большему количеству аварий.

### Северо-восточный шторм середины апреля
14 апреля объявлены предупреждения о вероятном шторме в большей части внутренних районов Новой Англии, появились штормовые предупреждения. Ожидалось, что на большей части внутренних районов Новой Англии выпадет более 25 см снега. Осадки начались 15 апреля в виде дождя, но за ночь в горах постепенно сменились снегом. На следующее утро линия дождя и снега продвинулась на восток до восточного побережья Массачусетса. 16 апреля в течение всего дня шёл сильный снегопад до 4 см снега в час и выше. В более высокогорных районах выпало до 15 см, самый сильный снегопад наблюдался Споффорде (шт. Нью-Гэмпшир), где выпало 33 см снега.

## Рекорды

### Соединённые Штаты

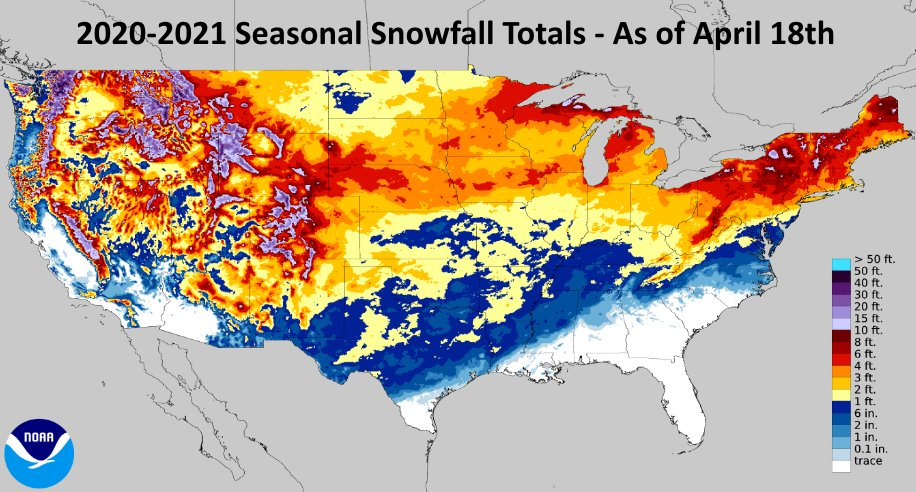
Снегопад в США 12—18 апреля 2021 года. Обратите внимание на рекордное количество снега на юге страны

В городах Биллингс (Монтана) и Фарго (Северная Дакота) наблюдался самый длинный период отрицательных температур (ниже 0 °F или –18 °С) по крайней мере с 1983 и 1996 годов соответственно. В Де-Мойне (штат Айова) зафиксирован  самый холодный февраль за всю историю наблюдений со средней температурой –9,3  °С. Утром 16 февраля в городе была зафиксирована самая низкая месячная температура –27 °С. Двумя днями ранее была самая низкая максимальная дневная температура –20 °С. 16 февраля в Литл-Роке (Арканзас) температура опустилась до –18 °С, самой низкой отметки с 1989 года. Рекордно низкие температуры зафиксированы в Фейетвилле, шт. Арканзас (–29 °С) и Хейстингсе (Небраска) (–34 °С).
В Дель Рио (Техас) 17—18 февраля выпало 25 см снега, установив рекорд 24-часового снегопада за всю историю наблюдений. Предыдущий рекорд зафиксирован в январе 1985 года. В Литл-Роке (Арканзас) в тех же числах выпало 30 см снега, второй по величине результат за всю историю. Так же была зафиксирована рекордная толщина снега — 38 см.
Октябрь 2020 года был самым снежным октябрем за всю историю наблюдений в Спокане (Вашингтон) (19 см снега). Февраль 2021 года стал 15-м самым снежным февралем за всю историю наблюдений в Вустере (Массачусетс) где за месяц выпало 81 см снега. Также зафиксирована 17-я по величине снежная зима с результатом 180 см.
Метеорологическая обсерватория Блю-Хилл в Милтоне (Массачусетс) зафиксировала 9,1 см снега, выпавшего 16 апреля, это была шестая по силе апрельская метель за всю историю наблюдений.

### Северная Мексика
В городе Сальтильо температура утом 16 февраля упала до –4,5 °С, когда холодный арктический воздух из Канады и США достиг Мексики. Это были самые низкие температуры в городе со времён холодной волны в начале 2014 года.

## Список событий
Это таблица всех климатических событий, которые произошли зимой в Северной Америке 2020–2021 годов. Он включает в себя их продолжительность, ущерб, охваченные территории и общее количество жертв. Количество жертв в скобках являются дополнительными и косвенными (например, в результате дорожно-транспортных происшествий), но связаными с указанным погодным явлением. Все цифры ущерба указаны в долларах США в ценах 2021 года.
| Название                                 | Даты        | Категория RSI | Уровень | Макс. ветер, км/ч | Мин. давление, мбар | Макс. снег, см | Макс. ледяная корка, мм | Территория | Ущерб, млн $ США 2021 | Жертвы |
| ---------------------------------------- | ----------- | ------------- | ------- | ----------------- | ------------------- | -------------- | ----------------------- | --- | --------------------- | ------ |
| Ледяной шторм конца октября              | 16.10–28.10 | 0             | ?       | ?                 | 1000                | ?              | 50                      | Великие равнины | 125                   | —      |
| Зета-ураган                              | 29.10–30.10 | 0             | ?       | ?                 | 970                 | 17             | ?                       | en:Upstate New York, Новая Англия | ?                     | —      |
| Шторм конца ноября                       | 29.11–02.12 | 0             | ?       | 115               | 993                 | 61             | ?                       | Долина Огайо, Аппалачи, Восточная Канада                                                                                               | 100                   | —      |
| Северо-восточный шторм начала декабря    | 05.12–06.12 | 0             | ?       | 169               | 976                 | 46             | ?                       | Северо-Восток США, Новая Англия, Атлантическая Канада                                                                                  | 25                    | —      |
| Северо-восточный середины декабря        | 14.12–18.12 | 2             | 5,58    | 101               | 995                 | 110            | 15                      | Великие равнины, en:Upland South, Северо-Восток США, Атлантическая Канада                                                              | 125                   | 7      |
| Рождественская метель                    | 23.12–25.12 | 0             | ?       | 109               | 985                 | 33             | ?                       | en:Northern Plains, Верхний Средний Запад, долина Огайо, Северные Аппалачи, Восточная Канада                                           | 340                   | —      |
| Новогодний снежный шторм                 | 30.12–02.01 | 1             | 1,788   | ?                 | 1001                | 61             | 17                      | en:High Plains (United States), en:Central United States, Северо-Восток США, Атлантическая Канада, Новая Шотландия                     | 35                    | 1      |
| Метель середины января                   | 12.01–17.01 | 0             | ?       | 201               | 991                 | 20             | ?                       | en:Pacific Northwest, en:Northern Plains, Средний Запад США, Северо-Восток США, en:Southern Canada                                     | 525                   | 2      |
| Зимний шторм конца января                | 24.01–27.01 | 0             | ?       | ?                 | 998                 | 37             | ?                       | en:Northern Plains, Верхний Средний Запад, долина Огайо, Новая Англия                                                                  | 100                   | —      |
| Северо-восточный шторм в день сурка      | 25.01–04.02 | 3             | 6,188   | 201               | 994                 | 270            | 8                       | Запад США, en:Central United States, долина Огайо, Средне-Атлантические штаты США, Северо-Восток США, Юго-Восток США, Восточная Канада | 100                   | 7      |
| Северо-восточный шторм в день Суперкубка | 06.02–08.02 | 0             | ?       | ?                 | 960                 | 50             | ?                       | Средне-Атлантические штаты США, Северо-Восток США, Атлантическая Канада, Юг Гренландии, en:Iceland                                     | ?                     | 1      |
| Снежный шторм 10–12 февраля              | 10.02–12.02 | 0             | ?       | ?                 | 1014                | 13             | 13                      | Юг США, en:Upland South, en:Central United States, Средне-Атлантические штаты США                                                      | ?                     | 12     |
| Снежный шторм 11–14 февраля              | 11.02–14.02 | 0             | ?       | ?                 | 1010                | ?              | 38                      | en:Pacific Northwest, en:Central United States, Средне-Атлантические штаты США, Северо-Восток США                                      | ?                     | —      |
| Зимний шторм 13–17 февраля               | 13.02–17.02 | 3             | 8,048   | ?                 | 960                 | 66             | 22                      | Запад США, Юг США, Восток США, Север Мексики, Восточная Канада, Британские острова, Исландия, Юг Гренландии                            | ≥ 195 000             | 176    |
| Зимний шторм 15–20 февраля               | 15.02–20.02 | 3             | 7,497   | ?                 | 948                 | 61             | 18                      | Запад США, Великие равнины, en:Deep South, Северо-Восток США, Атлантическая Канада, Британские острова, Исландия, Фарерские острова    | ≥ 500                 | 29     |
| Метель 11–14 марта                       | 11.03–14.03 | 3             | 7,844   | ?                 | 980                 | 133            | ?                       | Запад США, en:Rocky Mountains, Средний Запад США, Новая Англия                                                                         | 75                    | —      |
| Метель 16–17 марта                       | 16.03–17.03 | 0             | ?       | 103               | 997                 | 16             | ?                       | Великие равнины | ?                     | —      |
| Северо-восточный шторм середины апреля   | 15.05–17.04 | 0             | ?       | 108               | 988                 | 33             | ?                       | Северо-Восток США, Новая Англия, Атлантическая Канада                                                                                  | ?                     | —      |
| ВСЕГО                                    | 26.10–17.04 |               |         |                   | 948                 | 270            | 51                      | | 197 000               | 235    |

## Внешние ссылки
- 2020 and 2021 Storm Summaries from the Weather Prediction Center